# 昭和通り (東京都)
昭和通り（しょうわどおり）は、第一京浜（国道15号）・中央通り（国道15号）とが交差する東京都港区の新橋交差点（2010年頃より交差点名標識無し）から、明治通りが交わる台東区の大関横丁交差点に至る道路の東京都通称道路名である。南側は東京都道316号日本橋芝浦大森線に属し、北側は国道4号に属している。

## 概要
外堀通り（都道405号）から直進する東京都港区の新橋交差点（2010年頃より交差点名標識無し）より発し、芝浦埠頭・レインボーブリッジ方面へ向かう海岸通り（都道316号）と分岐し、そこから新大橋通り（都道50号）とも接続している。第一京浜方面からは昭和通りに直通する地下道（アンダーパス）が接続されている。この地下道は中央通りの慢性的な渋滞の解消を目的に江戸橋・日本橋本町まで接続しており、海岸通り・第一京浜・外堀通り（霞が関・六本木等）方面から来る車の渋滞の緩和や国道15号から国道4号へ直通するルートとしても貢献している。また、地下道から地下駐車場へと接続する特殊な構造をとるため、各地下駐車場利用者も地下道を利用して進入する。江戸橋には首都高速都心環状線の江戸橋出入口があり（2021年5月10日を以て廃止済）、その先の江戸橋 - 入谷間は首都高速1号上野線の高架下を走る。この付近では慢性的な渋滞が起こりやすく、そのために首都高で迂回する車も見られる。また、江戸通り（国道6号）との交差点から国道4号に属す。直進し明治通り（都道306号）との交差である東京都台東区の大関横丁交差点から先は日光街道（国道4号）と接続している。

## 歴史

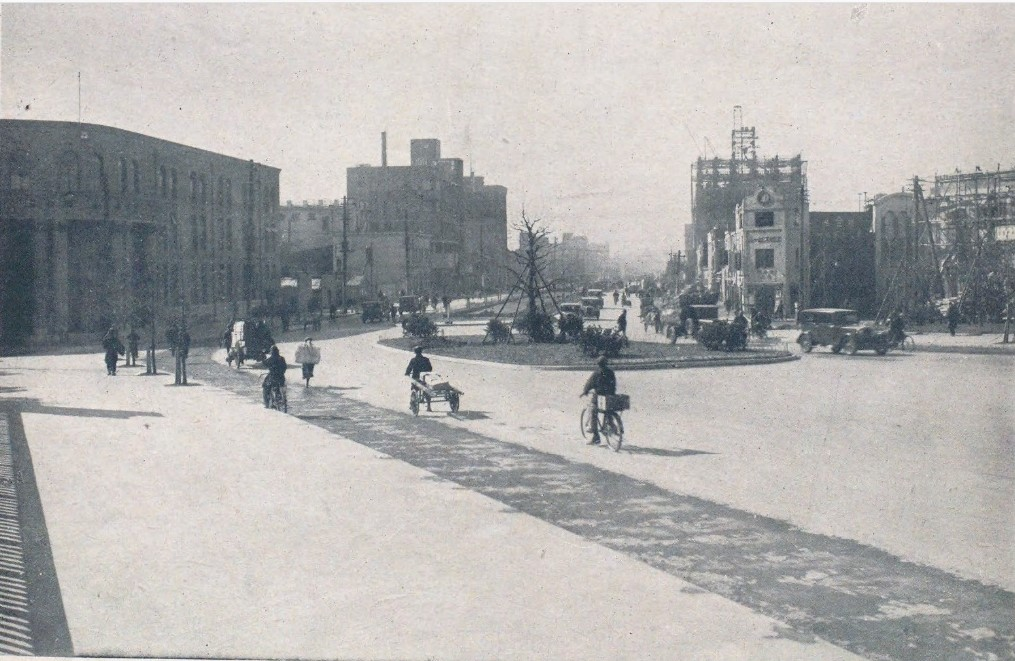
昭和初期の昭和通り 江戸橋付近から京橋木挽町を望む

昭和通りは関東大震災の復興事業として計画、建設された道路である。当時東京市市長だった後藤新平の原案では道幅を108メートルとするものであったが、広い道路の重要性が当時は受け入れられず、現在の道幅に狭められ、1928年（昭和3年）に完成した。
人口密集地を通過するため繁華街も多い。
1980年代には上野、東上野付近の昭和通り沿いにバイク店、バイク用品店が多数出店していた時期があった。

## 通過する自治体

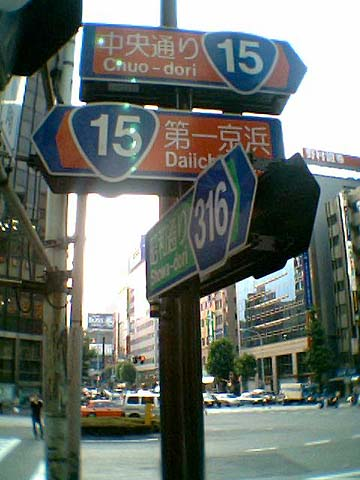
昭和通りの起点となる新橋交差点（2010年頃より交差点名標識無し）

- 東京都
  - 港区
  - 中央区
  - 千代田区
  - 台東区

## 主な橋梁
- 和泉橋（神田川）
- 江戸橋（日本橋川）

## 交差する主な道路
- 第一京浜・中央通り（国道15号）
- 外堀通り（東京都道405号外濠環状線・第一京浜からの新橋地下道あり）
- 海岸通り（東京都道316号日本橋芝浦大森線・第一京浜からの新橋地下道あり）
- 晴海通り（東京都道304号日比谷豊洲埠頭東雲町線・アンダーパスあり）
- 鍛冶橋通り（アンダーパスあり）
- 八重洲通り（東京都道408号八重洲宝町線終点・アンダーパスあり）
- 永代通り（東京都道・千葉県道10号東京浦安線・アンダーパスあり）
- 江戸通り（国道4号・国道6号交点・アンダーパスあり）
- 神田金物屋通り（神田駅方面一方通行）
- 神田警察通り（浅草橋・両国橋方面一方通行）
- 靖国通り（東京都道302号新宿両国線）
- 水天宮通り（一方通行出口）
- 蔵前橋通り（東京都道315号御徒町小岩線）
- 春日通り（東京都道453号本郷亀戸線）
- 中央通り（東京都道437号秋葉原雑司ヶ谷線）
- 浅草通り（東京都道463号上野月島線）
- 清洲橋通り
- 言問通り（東京都道319号環状三号線）
- 国際通り（東京都道462号蔵前三ノ輪線）
- 明治通り（東京都道306号王子千住夢の島線）
- 日光街道（国道4号）

## 接続する駅・路線
※港区・中央区内（江戸橋以南）では、地下に都営地下鉄浅草線が通っている。
※千代田区（和泉橋以北）・台東区内では、地下に東京メトロ日比谷線が通っている。
- 新橋駅（JR各線・東京メトロ銀座線・都営地下鉄浅草線・ゆりかもめ）
- 東銀座駅（東京メトロ日比谷線・都営浅草線）
- 宝町駅（都営浅草線）
- 日本橋駅（都営浅草線）
- 新日本橋駅（JR 総武線快速）
- 岩本町駅（都営新宿線）
- 秋葉原駅（JR各線・東京メトロ日比谷線・首都圏新都市鉄道つくばエクスプレス線）
- 上野御徒町駅（都営大江戸線）
- 御徒町駅 (JR)
- 仲御徒町駅（東京メトロ日比谷線）
- 上野駅（JR各線、東京メトロ銀座線・日比谷線）
- 入谷駅（東京メトロ日比谷線）
- 三ノ輪駅（東京メトロ日比谷線）

## 交通量
国土交通省道路局平成17年度道路交通センサスより

平日24時間交通量（台）
- 台東区上野5-6：40,113
- 台東区下谷1-11：71,017
- 台東区下谷3-10：58,656